# Wigwam (gruppo musicale)
I Wigwam sono una band di rock progressivo finlandese, formatasi nel 1968.

## Storia del gruppo
La band Wigwam fu fondata dopo la rottura finale dei Blues Section, dove il batterista Ronnie Österberg suonava precedentemente. Nacquero come un trio, ma presto a loro si accodarono il cantautore britannico Jim Pembroke e l'organista Jukka Gustavson. L'anno dopo, Pekka Pohjola entrò come nuovo bassista. Kim Fowley produsse il loro secondo album Tombstone Valentine (1970). Questo album comprendeva anche un estratto della composizione elettronica Dance of the Anthropoids di Erkki Kurenniemi. Nel 1974 uscì l'album Being, considerato come la miglior opera dei Wigwam. Dopo la sua pubblicazione, Pohjola e Gustavson lasciarono la band. Il loro maggior successo commerciale fu Nuclear Nightclub, uscito nel 1975, con i nuovi membri Pekka Rechardt alla chitarra e Måns Groundstroem al basso.
Per un breve lasso di tempo, negli anni settanta, i Wigwam sembrarono pronti a sfondare in Europa, insieme a gruppi come i Tasavallan Presidentti, ma anche se erano apprezzati dalla stampa britannica, il pubblico internazionale non li scoprì mai, e la band si sciolse. Jim Pembroke e Ronnie Österberg formarono la Jim Pembroke Band e, in seguito a problemi con la malattia con cui combatteva, il diabete, Österberg si suicidò nel Dicembre del 1980.
I Wigwam si riformarono negli anni novanta con il trio Pembroke-Rechardt-Groundstroem intatto, e sono attivi tuttora. In Finlandia hanno ancora i loro fan, anche se limitati, e hanno influenzato la musica rock finlandese.